# Seleção Panamenha de Handebol Masculino
A Seleção Panamenha de Handebol Masculino é a equipe que representa o Panamá nas competições internacionais de handebol organizadas pela Confederação Sul e Centro Americana de Handebol (SCAHC), pela Federação Internacional de Handebol (IHF) e pelo Comitê Olímpico Internacional (COI), e é governada pela Panamanian Handball Federation.

## Histórico
A Panamanian Handball Federation é membro da Federação Internacional de Handebol (IHF) desde 1992.  Em nível continental, foi integrante da Federação Pan-Americana de Handebol (PATHF). Desde a divisão em duas associações, faz parte da Confederação Sul e Centro Americana de Handebol (SCAHC) desde 2019. A equipe ainda não se classificou para um grande torneio internacional.

## Competições

### Jogos Centro-Americanos
O Panamá participou uma vez dos Jogos Centro-Americanos em 2010 quando foi país-sede. A equipe perdeu suas partidas contra Honduras (23-26), El Salvador (21-22), Nicarágua (24-31) e Costa Rica (18-22), ficando na 5ª colocação.

### Campeonato Sul-Americano e Centro-Americano de Nações Emergentes da IHF
No Campeonato das Nações Emergentes da América do Sul e Central da IHF, organizado pela IHF em 2018 na Colômbia, a equipe perdeu os dois jogos da rodada preliminar contra a Costa Rica (12-63) e o Paraguai (18-50), bem como os dois jogos do Torneio de consolação contra El Salvador (28-31) e Bolívia (21-38), terminando o torneio em 11º lugar.